# 色部
色部（）は、漢字を部首により分類したグループの一つ。
康熙字典214部首では139番目に置かれる（6画の22番目、未集の最後、22番目）。

## 概要

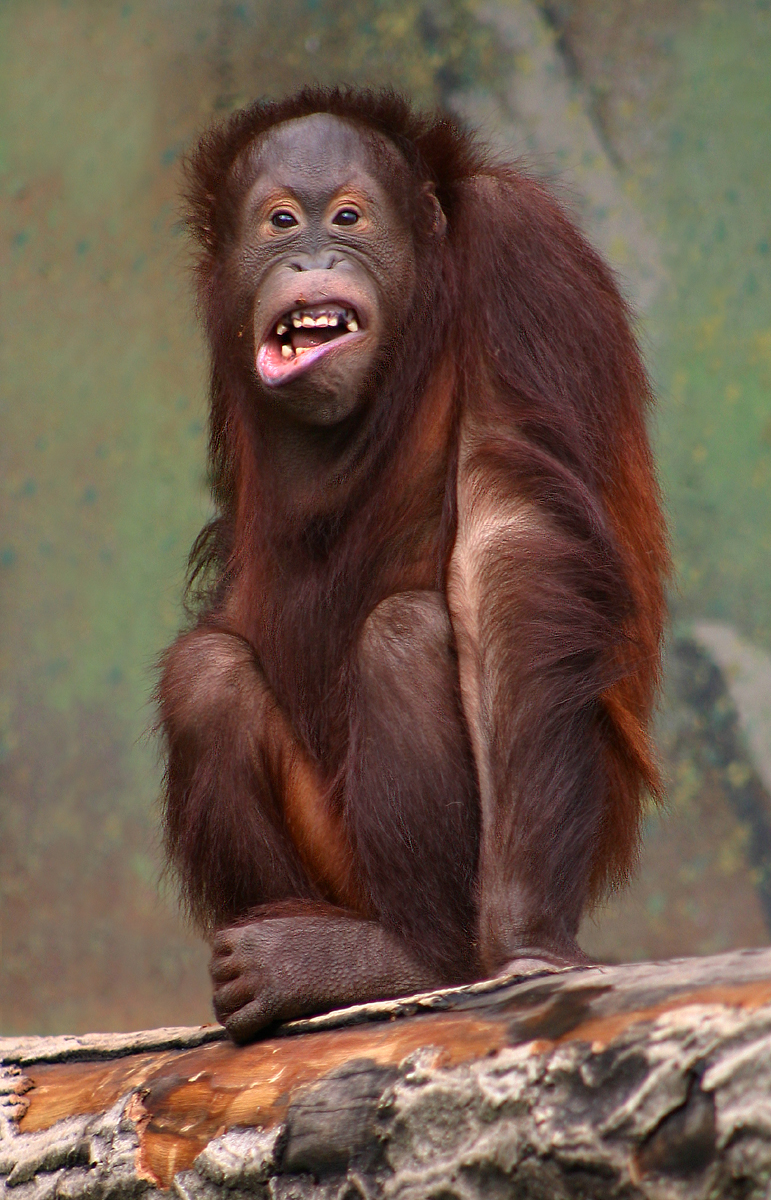
怒りの表情

色部には「色」を筆画の一部として持つ漢字を分類している。
単独の「色」字は顔の表情を意味する。また女性の美貌、色、景色、女性への欲情などを意味する。後起義として仏教用語に使われ、「心」に対して人に感覚をもたらす存在を意味する。
字源としては、「色」字は「爪」と「卩」からなる会意文字である。その本義は明らかではないが、近年では、同じく「爪」と「卩」からなる会意文字である「印」字から分化したものと考えられている。なお『説文解字』では「人」+「卩」と分析されており、それにもとづいて跪いた人が立っている人の顔色を窺う姿であるとか、男女が抱き合う姿であるとか、後背位で性交する姿であるといった説があるが、金文の形を見ればわかるようにこれは誤った分析である。
「色」は意符としては顔の表情に関する文字に含まれることがある。「色」は右側の旁の位置に置かれることが多い。
なお日本の新字体・中国の新字形で「絶」字に「色」が使われているが、元々は「刀」+「巴」の「絕」で別字である。

## 部首の通称
- 日本：いろ
- 韓国：빛색부（bit saek bu、いろの色部）
- 英米：Radical color

## 部首字
色
- 中古音
  - 広韻 - 所力切、職韻、入声
  - 詩韻 - 職韻、入声
  - 三十六字母 - 審母二等
- 現代音
  - 普通話 - ピンイン：sè 注音：ㄙㄜˋ ウェード式：se4
  - 広東語 - Jyutping:sik1 イェール式:sik1
- 日本語 - 音：ショク（漢音）・シキ（呉音） 訓：いろ
- 朝鮮語 - 音：색(saek) 訓：빛（bit、いろ）

大篆
小篆

## 例字
- 色
  - 18:艷（艶13）